# فريدريك مايرون كولبي
فريدريك مايرون كولبي (بالإنجليزية: Frederick Myron Colby)‏ هو كاتب للأطفال وكاتب أمريكي، ولد في 9 ديسمبر 1848، وتوفي في 19 مايو 1920.